# تاريخ صيد الحيتان

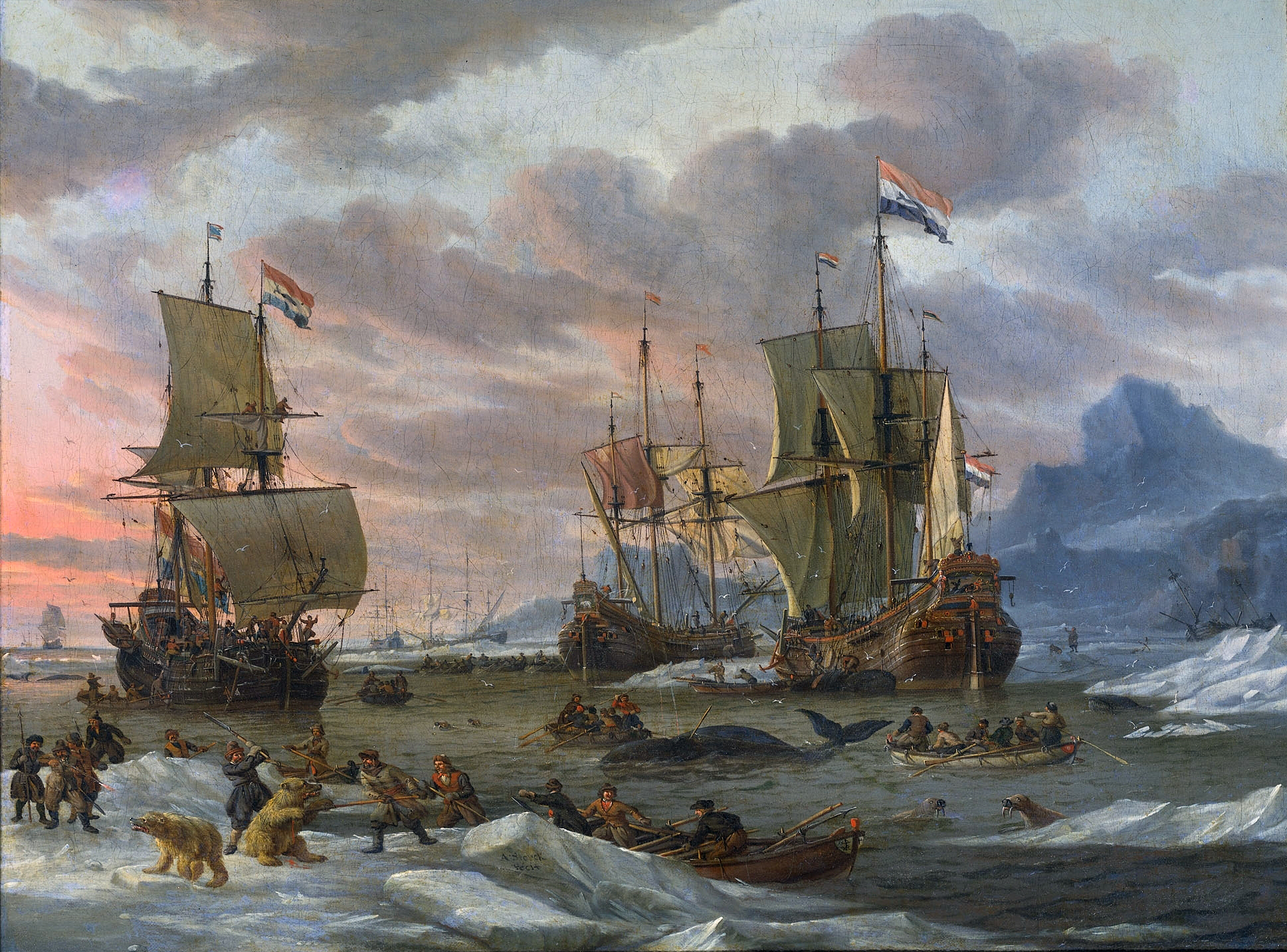
لوحة تمثل عملية صيد حوت

تاريخ صيد الحيتان عريق جداً ويعود إلى آلاف السنين.

## من عصر ما قبل التاريخ إلى العصور الوسطى
شارك البشر في صيد الحيتان منذ عصور ما قبل التاريخ، وأقدم طريقة معروفة لاصطياد الحيتان هي ببساطة أن يقوم الناس بدفع الحيتان إلى الشاطئ عن طريق وضع عدد من القوارب الصغيرة بينها وبين البحر المفتوح، ثم يقوموا بإخافتها بالضوضاء والحركة، ويوجهوها نحو الشاطئ في محاولة لجعلها تخرج إلى الشاطئ.

## في العصر الحديث
في البداية، كان الصيادون يصطادون الحيتان البطيئة عن طريق رمي حِراب من على قوارب صغيرة مفتوحة، ولم تكن بندقيات الحراب القديمة ناجحة حتى اخترع الصياد النرويجي سفيند فوين بندقية حديثة مطورة في عام 1863، حيث استخدم حربة مع مفصل مرن بين الرأس و الرمح، كما اخترع النرويجيون العديد من التقنيات الجديدة وقاموا بنشرها في جميع أنحاء العالم.